# Gary Burton
Gary Burton (* 23. ledna 1943 Anderson, Indiana, USA) je americký jazzový vibrafonista. Studoval na Berklee College of Music, kde později i přes třicet let vyučoval. Své první album vydal již v roce 1961; neslo název New Vibe Man in Town a vyšlo u vydavatelství RCA Records, doprovázel jej na něm bubeník Joe Morello a kontrabasista Gene Cherico. Později vydal řadu dalších alb, jak u RCA, tak od roku 1969 u Atlantic Records a následně řadu let u ECM Records. Rovněž spolupracoval s dalšími hudebníky, mezi něž patří Chick Corea, Dave Holland, Roy Haynes, Pat Metheny nebo Stan Getz.